# Costa Rica nos Jogos Olímpicos de Verão de 1984
A Costa Rica competiu nos Jogos Olímpicos de Verão de 1984, realizados em Montreal, Canadá.